# Vórtice Nielsen-Olesen
En  física teórica , un vórtice de Nielsen-Olesen  es un objeto puntual localizado en dos dimensiones espaciales o, equivalentemente, una solución clásica de la teoría del campo con la misma propiedad. Esta solución particular se produce cuando el espacio de configuración de los campos escalares  contiene  círculos no "contractibles". Un círculo en el vórtice en el infinito  puede ser "envuelto" una vez en el otro círculo en el espacio de una configuración; el espacio  y configuración de esta propiedad topológica  no es trivial. Desde el año 1973 se llama el vórtice Nielsen-Olesen en honor a sus teorizadores: Holger Bech Nielsen y Poul Olesen.